# 敦刻爾克 (印第安納州)
敦刻爾克（英語：Dunkirk）是一個位於美國印地安納州布萊克福德縣和傑伊縣的城市。

## 地理
敦刻爾克的座標為40°22′28″N 85°12′35″W / 40.37444°N 85.20972°W，而該地的平均海拔高度為288米（即945英尺）。

## 人口
根據2010年美國人口普查的數據，敦刻爾克的面積為3.25平方千米，均為陸地。當地共有人口2362人，而人口密度為每平方千米726.77人。